# Eudorylas imbricatus
Eudorylas imbricatus är en tvåvingeart som beskrevs av José Albertino Rafael 1995. Eudorylas imbricatus ingår i släktet Eudorylas och familjen ögonflugor. Inga underarter finns listade i Catalogue of Life.